# Cap Nègre
Pour les articles homonymes, voir Nègre (homonymie).
Le cap Nègre est un petit cap du littoral de la Méditerranée qui se trouve entre les hameaux de Cavalière et Pramousquier sur le territoire de la commune française du Lavandou, dans le département du Var, en région Provence-Alpes-Côte d'Azur. Son nom vient de l'occitan et fait référence à la couleur sombre de sa roche.
Une petite plage, réputée pour ses fonds marins, est située à proximité.
Ce lieu abrite notamment le « Domaine du Cap Nègre », un lotissement fermé où la famille Bruni Tedeschi possède une propriété (« le château Faraghi »), résidence secondaire de Nicolas Sarkozy. Lors de son mandat de président de la République française, cette zone était régulièrement classée en zone interdite temporaire, notamment pendant l'été,,,,.
Pendant la Seconde Guerre mondiale, étant utilisé pour une batterie allemande, le cap Nègre est l'une des premières cibles pour le débarquement de Provence. L'adjudant-chef Noël Texier qui y mène la première vague de Commandos d'Afrique est mortellement blessé lors de l'opération. Enterré aux côtés de membres de son commando à la nécropole nationale du Rayol-Canadel-sur-Mer, il est le premier mort du débarquement de Provence.

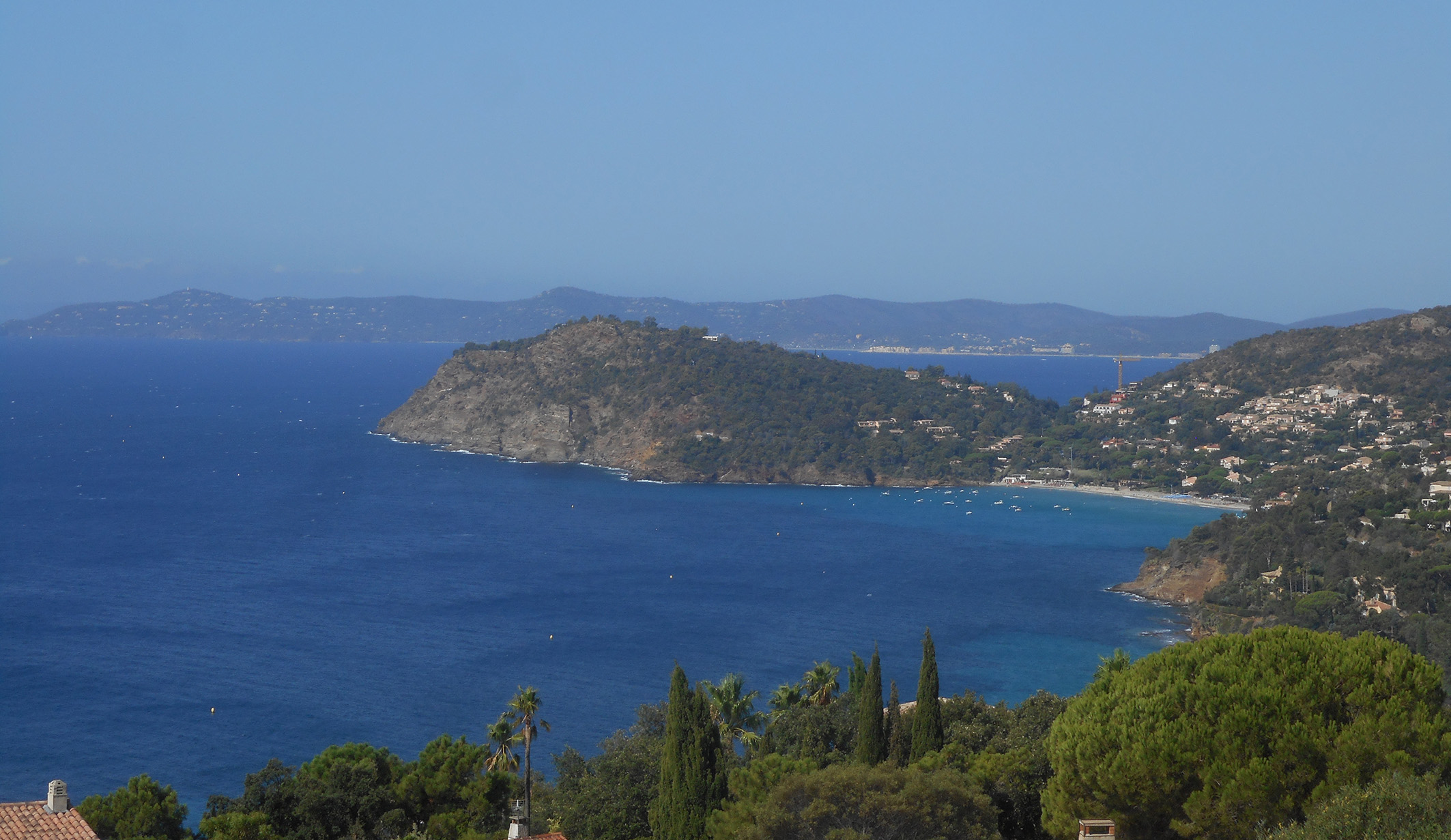
Vue occidentale du Cap Nègre et de ses falaises, depuis l'antenne-relais du Rayol-Canadel.
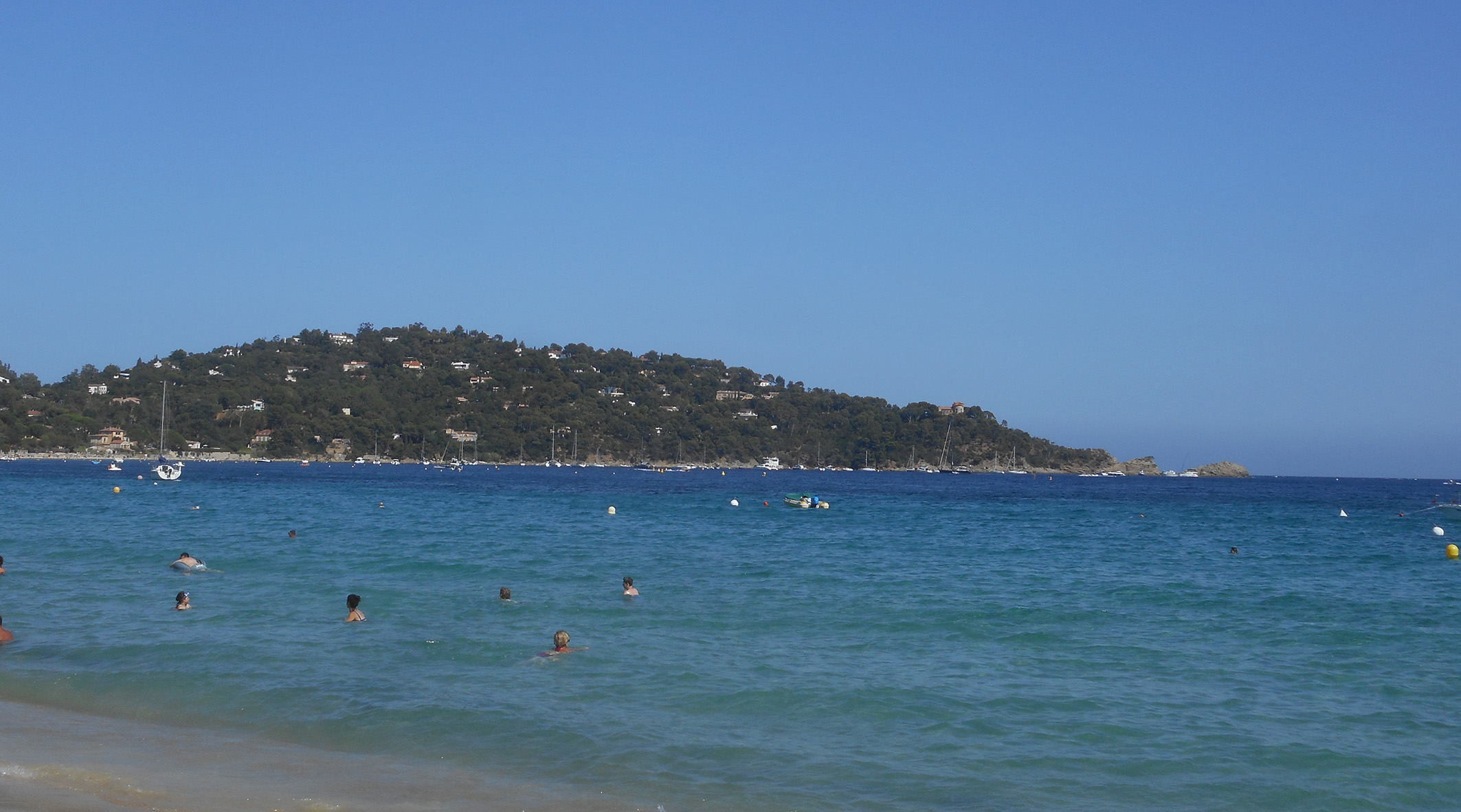
Vue orientale du Cap Nègre, depuis la plage de Cavalière (Lavandou).

## Note
1. ↑  Zone délimitée par la ligne brisée joignant les points :
  - 43° 08′ 44,4″ N, 6° 26′ 23,4″ E
  - 43° 08′ 38,3″ N, 6° 26′ 34,9″ E
  - 43° 08′ 31,2″ N, 6° 26′ 20,3″ E
  - 43° 08′ 33,1″ N, 6° 26′ 18″ E
  - 43° 08′ 44,4″ N, 6° 26′ 23,4″ E

jusqu'à 1 000 mètres d'altitude.